# Victorino Aurelio Lastarria
Victorino Aurelio Lastarria Villarreal (n. Santiago de Chile, 22 de noviembre de 1844 — 27 de julio de 1888) fue un ingeniero chileno que se dedicó principalmente al desarrollo de obras ferroviarias e hidráulicas, trabajando en Chile y Perú. Se tituló de ingeniero en la Universidad de Gante, en Bélgica, y fue miembro del Instituto de Ingenieros Civiles de Londres y de la Sociedad Geográfica de Roma. Entre sus obras destaca el diseño del viaducto del Malleco, puente ferroviario de 347.5 m de largo que cruza sobre una quebrada de 102 m de profundidad, y las represas en el río Rímac, donde propuso una solución de planchas metálicas soportadas en pilares de fierro como alternativa a la albañilería que resultaba más costosa.

## Biografía
Nació en Santiago de Chile en 1844 y fue uno de los doce hijos del matrimonio entre José Victorino Lastarria y Jesús Villarreal Hidalgo. Su padre era un reconocido escritor, político y pensador chileno.
Estudió en el Instituto Nacional, en la Universidad de Chile y en la Universidad de Gante, en Bélgica, donde se tituló de ingeniero.
Se casó con Margarita Cavero Egúsquiza con quien tuvo nueve hijos: Miguel Lastarria Cavero; Juan Lastarria Cavero; Fernando Lastarria Cavero; Berta Lastarria Cavero; Guillermo Lastarria Cavero; Marta Lastarria Cavero; Demetrio Lastarria Cavero; Francisco Lastarria Cavero y Alfonso Lastarria Cavero.
Murió el 27 de julio de 1888.

## Trayectoria profesional

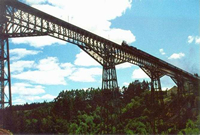
Viaducto del Malleco, obra diseñada por V. Aurelio Lastarria.

Comenzó su carrera profesional trabajando en Ferrocarriles del Sur como ingeniero ayudante y en obras fiscales en Valparaíso. 
En 1869, Enrique Meiggs lo contrató para trabajar en las diversas obras ferroviarias que se estaban desarrollando en el Perú como el ferrocarril de Lima a Oroya, donde fue ayudante del ingeniero polaco Enrique Malinowski, y el ferrocarril que conectó El Callao con San Pedro.
En 1872 continúa realizando estudios en Chile, como el ferrocarril urbano en Santiago y posibles inversiones agrícolas en Valdivia.
En 1873, Dionisio Derteano, empresario peruano con importantes inversiones en azúcar, arroz  y en el área de la construcción, le encargó la revisión de los cálculos y el diseño de las represas en sector de Huarochirí en el río Rímac. Posteriormente, el mismo empresario le encargaría el diseño y construcción de un sistema de irrigación para su hacienda Palo Seco, ubicada en Chimbote.
Trabajó en el muelle y malecón del puerto de Talcahuano y en el estudio de una obra para llevar agua a la ciudad de Iquique desde la localidad de Pica, así como en el trazado de dicha ciudad.
Realizó el estudio de un ferrocarril que comunicara Iquique y La Paz, pasando por Oruro y fue el administrador de los ferrocarriles de la región de Tarapacá.
También confeccionó estudios para el tramo de ferrocarriles entre Santiago y Valparaíso.
En 1883 fue nombrado Ingeniero Jefe de los Ferrocarriles de la Frontera, cuyo trazado estaba en desarrollo. Mientras ocupa este cargo debió diseñar el puente que salvara la quebrada del río Malleco. Propuso dos diseños: uno de viga continua y otro de vigas independientes, materializándose la primera opción. La construcción se la adjudicó la empresa francesa Schneider & Cie del Creusot; los elementos eran fabricados en la maestranza francesa y traídos a Chile en barco. 
El 20 de mayo de 1921, funda un pueblo al sur de la región de la Araucanía, en la comuna de Gorbea, llamado "Lastarria".
Victorino Aurelio Lastarria murió cuando el puente aún se encontraba en construcción.